# Gymnázium Na Vítězné pláni
Gymnázium Na Vítězné pláni je gymnázium v Praze-Nuslích. Zřizovatelem školy je Hlavní město Praha. Škola je gymnáziem s šestiletým a čtyřletým studiem. Škola je financována z veřejných zdrojů, školné se nevybírá. Pedagogický sbor tvoří 60 učitelů včetně vedení školy, z toho je 20 mužů. Všichni mají vysokoškolské vzdělání pedagogického směru. Dalších 20 pracovníků zajišťuje provoz školy včetně školní jídelny.

## Vyučované obory
Ve školním roce 2018/2019 studuje na zdejším gymnáziu více než 650 studentů v 22 třídách. Je zde 8 tříd čtyřletého studia a 14 tříd šestiletého studia. Cizím jazykům se vyučuje angličtině, němčině, francouzštině a španělštině.
Vychází se z předpokladu, že všichni uchazeči o studium přicházejí s cílem úspěšně je absolvovat a pak usilovat o přijetí na vysokou školu. Škola je všeobecně vzdělávací institucí, která dává svému studentovi možnost získat základní orientaci ve stěžejních vědních disciplínách a současně hlubší přehled o těch oborech, které budou předmětem jeho dalšího studia, o oborech, na něž se soustřeďuje jeho individuální zájem.
Třídy nejsou diferencovány formou zaměření, nejsou členěny na větve (humanitní, přírodovědná, všeobecná ap.). Učební plán je jednotný. V předposledním a zejména v posledním ročníku studia si studenti vybírají několik volitelných předmětů z rozsáhlé nabídky.

## Historie školy
Předchůdcem Gymnázia Na Vítězné pláni bylo tzv. ruské gymnázium, původně zřízené v roce 1948 jako střední škola pro zaměstnance diplomatických misí zemí východní Evropy s důrazem na výuku cizích jazyků. V rámci školské reformy byla škola v roce 1952 přeměněna na 17. jedenáctiletou střední školu s rozšířeným vyučováním ruskému jazyku a v roce 1953 přestěhována do budovy "Školy Ladislava Hanuse" v Křesomyslově ulici v Nuslích.
Ve školním roce 1962/3 byla v rámci školské reformy škola rozdělena na základní devítiletou školu a střední všeobecně vzdělávací školu s rozšířeným vyučováním ruského jazyka. Ve školním roce 1967/68 byla střední všeobecně vzdělávací škola přestěhována do stávající budovy z počátku šedesátých let 20. století, kde sdílela prostory se základní školou, zvláštní školou a školou mateřskou. V roce 1968 byla střední škola přeměněna na gymnázium s rozšířeným vyučováním moderním jazykům. V dalších letech byly základní, zvláštní a mateřská škola nahrazeny střední knihovnickou školou, která budovu opustila až v roce 1989. Od tohoto roku působí gymnázium v budově Na Vítězné pláni 1160 zcela samostatně.
Od počátku je ve škole kladen velký důraz na výuku cizích jazyků, ale v průběhu let se škola profilovala jako všeobecně vzdělávací s širokou nabídkou volitelných předmětů v posledních ročnících studia.
Od roku 2006 je škola fakultní školou Přírodovědecké fakulty UK, od roku 2007 pak fakultní školou 1. lékařské fakulty UK v Praze.
Dnes má čtyřpodlažní budova školy ve 35 učebnách kapacitu 730 žáků, kteří jsou zařazeni do čtyřletého či šestiletého studia. Průměrný počet žáků na třídu je přibližně 30 žáků.

## Rekonstrukce školy
Gymnázium posledních pět let prochází velkou modernizací. V současné době má plně vybavené učebny biologie, fyziky, chemie a informatiky včetně laboratoří s nejmodernější výbavou. Úplnou rekonstrukcí si prošly učebny informatiky, obě tělocvičny i velké a malé venkovní hřiště, šatny, učebna hudební výchovy a další.